# Arinos (ort)
Arinos är en ort i Brasilien.   Den ligger i kommunen Arinos och delstaten Minas Gerais, i den sydöstra delen av landet, 200 km öster om huvudstaden Brasília. Arinos ligger 517 meter över havet och antalet invånare är 10 077.
Terrängen runt Arinos är platt åt nordväst, men åt sydost är den kuperad. Runt Arinos är det mycket glesbefolkat, med 4 invånare per kvadratkilometer.. Det finns inga andra samhällen i närheten.
Omgivningarna runt Arinos är huvudsakligen savann.